# Sanctuaire du Sacré-Cœur-de-Jésus de Harleigh
Pour les articles homonymes, voir sanctuaire du Sacré-Cœur-de-Jésus.
Le sanctuaire du Sacré-Cœur-de-Jésus est un ancien site de l’Église catholique situé à Harleigh dans l’État de Pennsylvanie aux États-Unis. La Conférence des évêques catholiques des États-Unis l’a désigné sanctuaire national en 1997 — ce qui en fait le troisième ou quatrième —, et il a gardé ce statut jusqu’à sa fermeture en 2011.

## Historique
Le sanctuaire est créé par le prêtre Girard Angelo lorsqu’il investit l’église paroissiale Saint-Raphaël de Harleigh. La construction débute le 22 août 1974, et l’entrée est bénie l’année suivante le 22 juin, pour la fête du Sacré-Cœur. L’évêque J. Carroll McCormick (en) renomme la paroisse « Sacré-Cœur-de-Jésus ».
La Conférence des évêques catholiques des États-Unis le désigne sanctuaire national en 1997 ; il accueille jusqu’à 100 000 visiteurs par an, pour la plupart par dans le cadre de tours organisés en bus,. Le fondateur décède en 2009 ; le sanctuaire ferme peu de temps après, le 8 août 2011, pour des raisons financières.

## Description
Le sanctuaire comprend un autel extérieur en granite surplombé d’une statue du Sacré-Cœur de Jésus en marbre blanc de Carrare surmontée d’une grande couronne et d’une croix dorées, cinq bassins circulaires symbolisant les plaies du Christ, d’un chemin présentant les douze promesses du Christ à Marguerite-Marie Alacoque, sur lequel on trouve des chapelles de la taille de petits bungalows de camping, une salle de restauration, etc..
Il intègre l’église paroissiale.